# تشارلز رويدز
الفريق بحري (نائب الأدميرال) السير تشارلز ويليام روسون رويدز (بالإنجليزية: Charles William Rawson Royds) (حاصل على رتبة الإمبراطورية البريطانيةKBE ووسام القديس ميخائيل والقديس جرجس CMG ومرتبة ياور ADC ووسام الجمعية الجغرافية الملكية FRGS) (1 فبراير 1876 – 5 يناير 1931) كان ضابطًا في البحرية الملكية البريطانية، كما خدم في وقت لاحق في موقع «مساعد المفوض» Assistant Commissioner «أ» لشرطة العاصمة لندن في الفترة من عام 1926 إلى عام 1931. وفي تلك الفترة كان مسؤولا عن الإدارة والعمليات النظامية وحمل أيضا لقب «نائب المفوض» Deputy Commissioner.

## حياته
ولد تشارلز رويدز في بلدة روتشديل، بمقاطعة لانكشاير. ودرس في أكاديمية إيستمان البحرية الملكية في ساوث سي. كان تشارلز رويدز رجلا طويلا جدا، يبلغ طوته أكثر من ستة أقدام. في عام 1918، تزوج من الأرملة ماري لويزا بلان، الممثلة السابقة. وكان لديهم ابنة تدعى مينا ماري جيسيكا رويدز.

### حياته المهنية
أصبح تشارلز طالبا بحريا في «HMS كونواي» في يونيو من عام 1892. وفي أغسطس 1892، بدأت خدمته في البحر في الطراد كروزر HMS Immortalité من سرب القناة. كما خدم برتبة ضابط صف بحري في طرادات «HMS أستراليا» و «HMS بارفلور». وفي سبتمبر 1896، جرى تكليفه برتبة ملازم ثاني. ثم جرى تعيينه في عام 1897 ضمن طاقم «الطراد HMS بطل» في سرب التدريب. في عام 1898، حصل على ترقية مبكرة إلى رتبة ملازم أول وذلك لقيادته الماهرة للقارب الذي أنقذ رجلا سقط في بحر البلطيق. في عام 1899 أبحر إلى جزر الهند الغربية على متن الطراد «HMS كريسنت».
في الفترة من عام 1901 إلى عام 1904، كان تشارلز يخدم برتبة ملازم أول في مهمة استكشاف مع روبرت فالكون سكوت ضمن البعثة الوطنية لستكشاف أنتاركتيكا. وقد سُميت «كيب رويدز» في أنتاركتيكا باسمه. ثم انضم إلى السفينة الحربية «HMS بولوارك» في البحر الأبيض المتوسط، وفي عام 1907 نقل إلى الطراد «HMS الملك إدوارد السابع» في أسطول القناة. في يونيو من عام 1909 أصبح مديرًا تنفيذيًا برتبة مقدم بحري. في يناير 1911، أصبح المدير التنفيذي الأول للسفينة الحربية «HMS هرقل»، وفي أغسطس 1913 نُقل إلى نفس الوظيفة في السفينة الحربية «HMS الدوق الحديدي»، وهي سفينة حربية جديدة أخرى وهي السفينة التي كان يقودها الأدميرال Jellicoe.
في 31 ديسمبر 1914، جرى ترقية تشارلز إلى رتبة كابتن وأصبح قائد العلم مع الأدميرال سير ستانلي كولفيل قائد جزر أوركني وشتلاند. وبعد ستة أشهر تم إعطاؤه قيادة البارجة «HMS إمبراطور الهند». وبقي فيها حتى يناير 1919، ثم حصل على وسام القديس مايكل والقديس جورج (CMG) في 3 يونيو 1919 لخدمته أثناء الحرب. خدم تشارلز في بلدة دوفر لفترة من الوقت ومن ثم كان آخر قائد للكلية البحرية الملكية، أوزبورن، في الفترة من 2 يناير 1921 حتى إغلاقها في مايو 1921. ثم أصبح مدير التدريب البدني والرياضة في الأميرالية البريطانية، من 17 مايو 1921، خلفا لأخيه الأكبر، بيرسي (ثم صار هو نفسه في وقت لاحق أدميرال). وفي الفترة من أكتوبر 1923 إلى 15 أكتوبر 1925، كان يخدم برتبة عميد بحري في الثكنات البحرية الملكية في ديفونبورت وكان ذلك هو آخر خدمة بحرية له.
في 1 يناير 1926، خلف سير جيمس أوليف كمساعد مفوض «أ» ونائب مفوض في شرطة العاصمة لندن. وفي مارس 1926، تقاعد من البحرية الملكية بعد الترقية إلى رتبة لواء بحري. في 3 يونيو 1929، حصل على رتبة فارس قائد ووسام الإمبراطورية البريطانية (KBE) وذلك في التكريم أثناء الاحتفال بالذكرى المئوية لشرطة العاصمة. في 23 مايو 1930، جرى ترقيته إلى رتبة فريق يحري (نائب الأدميرال) على قائمة المتقاعدين.

## وفاته
توفي تشارلز رويدز فجأة في 5 يناير 1931، بينما كان لا يزال في منصبه كمفوض مساعد، وأثناء عمله كمفوض خلال غياب الجنرال بينج في إجازة مرضية. كان تشارلز قد عانى من نوبة قلبية بينما كان يحضر بروفة كرة الشتراوس في فندق سافوي في لندن، ونُقل سريعًا إلى مستشفى تشارينغ كروس، ولكن أُعلن عن وفاته عند وصوله إلى المستشفى.
| سبقه السير جيمس أوليفر | "مساعد المفوض" Assistant Commissioner "أ" 1926 - 1931 | تبعه السير تريفور بيجوم |
| سبقه السير جيمس أوليفر | "نائب المفوض" Deputy Commissioner 1926 - 1931         | تبعه السير تريفور بيجوم |

## وصلات خارجية
- صورة فوتوغرافية للعائلة المالكة في معرض الصور الوطني